# 蒙诺什托里·奥蒂洛
蒙诺什托里·奥蒂洛（匈牙利語：Monostori Attila，1971年1月28日—），匈牙利男子水球运动员。他曾代表匈牙利国家队参加1996年夏季奥林匹克运动会水球比赛，结果获得第四名。